# كونسيزوماب
كونسيزوماب هو دواء ضد وحيد النسيلة مثبط لمسار العامل النسيجي يستخدم في علاج هيموفيليا أ وهيموفيليا ب.
حصل على موافقة الاستخدام طبيًا في كندا في مارس 2023، وفي أستراليا في يوليو 2023، وفي الاتحاد الأوروبي في ديسمبر 2024، والولايات المتحدة في ديسمبر 2024.